# Sumberbening (Dongko)
Sumberbening is een bestuurslaag in het regentschap Trenggalek van de provincie Oost-Java, Indonesië. Sumberbening telt 3765 inwoners (volkstelling 2010).